# Peter Sturholdt
Peter Johnson Sturholdt (Minnesota, 7 de desembre 1885 - Saint Louis, 27 de juny de 1919) va ser un boxejador estatunidenc de primers del segle xx. El 1904 va prendre part en els Jocs Olímpics de Saint Louis, on guanyà la medalla de bronze en la prova de pes lleuger després de perdre en semifinals contra Jack Egan.
Jack Egan, inicialment vencedor de la medalla de plata en el pes lleuger i de bronze en el pes wèlter fou desqualificat pels jutges el novembre de 1905 en descobrir-se que el seu nom real era Frank Joseph Floyd. Les normes de l'AAU deien que això era il·legal. Amb aquesta decisió Sturholdt passà a guanyar la medalla de bronze, ja que en la lluita per aquesta medalla havia perdut contra Russell van Horn.
Sturholdt morí a Santi Louis en caure d'una bastida mentre estava pintant.